# Aphelandra verticillata
Aphelandra verticillata là một loài thực vật có hoa trong họ Ô rô. Loài này được Nees ex Hemsl. mô tả khoa học đầu tiên năm 1882.